# Крижевський Андрій Станіславович
Андрій Крижевський (англ. Andriy Kryzhevskyi; 20 червня 1987 року, Одеса, Україна) — український письменник і юрист, адвокат. Автор серії фантастичних творів «Лабіринти Евотона», до складу якої входять романи: «Евотон: початок» (I частина), «Евотон: трансформація» (II частина) та «Евотон: 180» (III частина). Електронні книги серії (російською та українською мовами) видані «Мультимедійне видавництво Стрельбицького»), традиційні паперові варіанти — видавництвом «Кальварія»).

Евотон — це поєднання жанрів. Основа ґрунтується на науково-соціальній фантастиці, яку доповнюють детектив, трилер, містика. «Евотон» включає у себе багато ідей «третього ланцюга» (роздуми про корупцію, дослідження ідеї «паралельної держави», вивчення можливості існування суспільства на засадах автономності — за відсутності держави чи влади, тощо), «другого ланцюга» (аналіз природи страху, місця моралі у Всесвіті, думки щодо меж життєвих можливостей, тощо) та «першого ланцюга» — головну ідею, якою є спроба віднайти «абсолютну першопричину» (те, що фізики називають «теорією всього»). У романах наводяться 10 космічних цивілізацій, 8 планет з детально описаною флорою й фауною, та більше 50 видів позаземних гаджетів й явищ, вигаданих автором «з нуля».

## Життя і кар'єра
Андрій Крижевський народився 20 червня 1987 року в Одесі (Україна). У 2009 р. закінчив Національний університет «Одеська юридична академія» (НУ «ОЮА») за спеціальністю «Правознавство». З 2011 р. працював юристом зі спеціалізацією в сфері податкового, цивільного та господарського права. З 2017 р. Андрій Крижевський є керуючим партнером ТОВ "Юридичне бюро «Мета-Інформ».
У літературі дебютував у 2013 році, почавши роботу над фантастичним романом «Евотон: початок». У 2014—2016 рр. були написані продовження першого роману — «Евотон: трансформація» і «Евотон: 180», які в 2016 р. об'єднуються автором у серію фантастики «Лабіринти Евотона».
У листопаді 2014 р. вступив до української асоціації письменників художньо-соціальної літератури. У червні 2015 року став лауреатом міжнародної літературної премії «Гілка Золотого каштана».

### Евотон: початок
Гостросюжетний фантастичний роман «Евотон: початок» розповідає про боротьбу трьох космічних цивілізацій: землян, абсідеумів та патрійців. Між ними точиться безкомпромісна та жорстока війна за енергоресурс, який генерує людина — евотон. Це протистояння може перетворити людей на рабів абсідеумів, але водночас дає землянам шанс вирватись за межі земної гравітації й відкрити наступним поколінням нові можливості та зовсім іншу реальність буття. Роман прокладає міст між повсякденністю людського життя та вселенськими процесами поза її межами, вікриваючи приховані зв'язки між ними. Події в романі розгортаються в наш час і переважно на двох планетах. На земній ділянці історії читач побуває на Україні і в Норвегії.
…Роман Андрія Крижевського «Эвотон: початок» — підтвердження того, що можливо все: бо саме в ньому поєднуються космічний екшн і філософський роман..

У 2016 книга була видана видавництвом «Кальварія» українською та російською мовами загальним накладом 2000 примірників..

### Евотон: трансформація
На тлі безперервних терористичних актів консерваторів, конфлікту світоглядів старого і нового Покоління, на Землю насувається загроза повторного вторгнення абсідеумів. Але Земля непомітно опиняється ще перед однією фатальною загрозою, яка, однак, дає ключ до розуміння таємниці походження земної цивілізації. Дія книги відбувається в Україні, США, Великій Британії та Китаї. На неземній ділянці оповідання — на Місяці, двох екзопланетах (з барвистим описом їх життя), у відкритому космічному просторі.
У 2016 книга була видана вид-вом «Кальварія» українською та російською мовами загальним накладом 2000 примірників.

### Евотон: 180
Фантастичний роман «Евотон: 180» — третя частина серії «Лабіринти Евотона», яка продовжує цікаві космічні пригоди творів «Евотон: початок» і «Евотон: трансформація».
У 2016 книга була видана видавництвом «Кальварія» українською та російською мовами загальним накладом 2000 примірників.